# Wach (rzeka)
Wach (ros. Вах) – rzeka w azjatyckiej części Rosji, na Nizinie Zachodniosyberyjskiej, w Chanty-Mansyjskim Okręgu Autonomicznym – Jugrze.
Wach jest prawym dopływem Obu, wpada do niego w pobliżu (ok. 10 km) Niżniewartowska.
Rzeka ma 964 km długości, a jej dorzecze 76 700 km². Spławna, żeglowna od miejscowości Larjak.
Główne dopływy: Kułynigoł, Sabun, Kolikjegan – lewe, Bolszoj Miegtygjegan – prawy.
Wach zasilany jest głównie wodami z roztopów i letnich deszczów, stąd maksymalne wielkości przepływu wód notuje się w okresie wiosenno-letnim. Istnieją duże różnice w ilości przepływającej wody pomiędzy okresami wiosenno-letnim i jesienno-zimowym, średni przepływ wody to 504 m³/s.
Rzeka zamarza od końca listopada do maja.